# Romeo N'tia
Romeo N'tia (25 febbraio 1995) è un lunghista e triplista beninese.

## Record nazionali
- Salto in lungo: 7,82 m (+1,3 m/s)  ( Saint-Étienne, 28 luglio 2019)[1]
- Salto in lungo indoor: 7,59 m ( Eaubonne, 20 gennaio 2019)

## Palmarès
| Anno | Manifestazione                    | Sede        | Evento         | Risultato | Prestazione | Note |
| ---- | --------------------------------- | ----------- | -------------- | --------- | ----------- | ---- |
| 2012 | Campionati africani               | Porto-Novo  | Salto triplo   | 12º       | 14,93 m     |      |
| 2013 | Giochi della Francofonia          | Nizza       | Salto in lungo | 12º       | 6,62 m      |      |
| 2014 | Campionati africani               | Marrakech   | Salto in lungo | 20º (q)   | 6,86 m      |      |
| 2015 | Giochi panafricani                | Brazzaville | Salto in lungo | Bronzo    | 7,44 m      |      |
| 2016 | Campionati africani               | Durban      | Salto in lungo | 7º        | 7,45 m      |      |
| 2017 | Giochi della solidarietà islamica | Baku        | Salto in lungo | 4º        | 7,59 m      |      |
| 2017 | Giochi della Francofonia          | Abidjan     | Salto in lungo | 12º       | 6,91 m      |      |
| 2018 | Campionati africani               | Asaba       | Salto in lungo | 6º        | 7,76 m      |      |
| 2019 | Giochi panafricani                | Rabat       | Salto in lungo | Bronzo    | 7,72 m      |      |
| 2024 | Giochi panafricani                | Accra       | Salto in lungo | 6º        | 7,62 m      |      |
| 2024 | Campionati africani               | Douala      | Salto in lungo | 10º       | 7,29 m      |      |